# Хотиці
Хотиці (рос. Хотицы) — присілок в Псковському районі Псковської області Російської Федерації.
Населення становить 1044 особи. Входить до складу муніципального утворення Писковицька волость.

## Історія
Від 2015 року входить до складу муніципального утворення Писковицька волость.

## Населення
| 2001 | 2002 | 2010 | 2012 | 2021  |
| ---- | ---- | ---- | ---- | ----- |
| 250  | ↗298 | ↗350 | ↘344 | ↗1044 |